# محمد بلغربی
محمد بلغربی (انگلیسی: Mohamed Belgherbi؛ زادهٔ ۲۴ دسامبر ۱۹۷۲) بازیکن فوتبال اهل الجزایر بود.
از باشگاه‌هایی که در آن بازی کرده‌است می‌توان به باشگاه فوتبال المپیک شلف، باشگاه فوتبال مولودیه وهران، باشگاه فوتبال مولودیه الجزایر، و باشگاه فوتبال القبائل اشاره کرد.
وی همچنین در تیم ملی فوتبال الجزایر بازی کرده‌است.